# 13669 Swammerdam
13669 Swammerdam è un asteroide della fascia principale. Scoperto nel 1997, presenta un'orbita caratterizzata da un semiasse maggiore pari a 2,5359595 UA e da un'eccentricità di 0,0842084, inclinata di 2,38586° rispetto all'eclittica.